# Demitz-Thumitz
Demitz-Thumitz (alt sòrab: Zemicy-Tumicy) és un municipi alemany que pertany a l'estat de Saxònia. Es troba entre Bischofswerda i Bautzen. Limita amb els municipis de Burkau i Göda al nord, Doberschau-Gaußig a l'est, Schmölln-Putzkau al sud i Bischofswerda a l'oest.

## Viles
- Demitz-Thumitz (Zemicy-Tumicy)
- Wölkau (Wjelkowy)
- Medewitz (Mjedźojz)
- Birkenrode (Brězyšćo)
- Rothnaußlitz (Čerwjene Noslicy)
- Cannewitz (Chanecy)
- Karlsdorf
- Pottschapplitz (Počaplicy)
- Pohla-Stacha (Palow-Stachow)